# Eudorylas subjectus
Eudorylas subjectus är en tvåvingeart som först beskrevs av Collin 1931.  Eudorylas subjectus ingår i släktet Eudorylas och familjen ögonflugor. Inga underarter finns listade i Catalogue of Life.